# Cham Tau Chau
Cham Tau Chau (chinois : 枕頭洲) est un îlot inhabité de Hong Kong, sous l'administration du district de Sai Kung. Il se trouve dans la zone intérieure de Port Shelter au sud de la péninsule de Sai Kung et au nord de Sharp Island et de Tai Tsan Chau (chinois : 大鏟洲). L'îlot a une côte de 800 mètres.